# Uckange
Uckange est une commune française située dans le département de la Moselle, en région Grand Est.
Elle fait partie du pays thionvillois et de l'aire d'attraction de Luxembourg (partie française).

## Géographie

### Localisation
Uckange est située en France, au sud de Thionville, dans le département de la Moselle.
| Florange | Bertrange | Bertrange |
| Fameck   | Uckange   | Bertrange |
| Fameck   | Richemont | Richemont |

### Hydrographie

#### Réseau hydrographique
La commune est située dans le bassin versant du Rhin au sein du bassin Rhin-Meuse. Elle est drainée par la Moselle, la Moselle canalisée, la Sée et le ruisseau du Moulin de Brouck.
La Moselle, d’une longueur totale de 560 kilomètres, dont 315 kilomètres en France, prend sa source dans le massif des Vosges au col de Bussang et se jette dans le Rhin à Coblence en Allemagne.
La Moselle canalisée, d'une longueur totale de 135,2 km, prend sa source dans la commune de Pont-Saint-Vincent et se jette  dans la Moselle à Kœnigsmacker, après avoir traversé 61 communes.
La Sée, d'une longueur totale de 10,9 km, prend sa source dans la commune de Luttange et se jette  dans la Moselle en limite de Bertrange et d'Illange, face à Uckange, après avoir traversé sept communes.

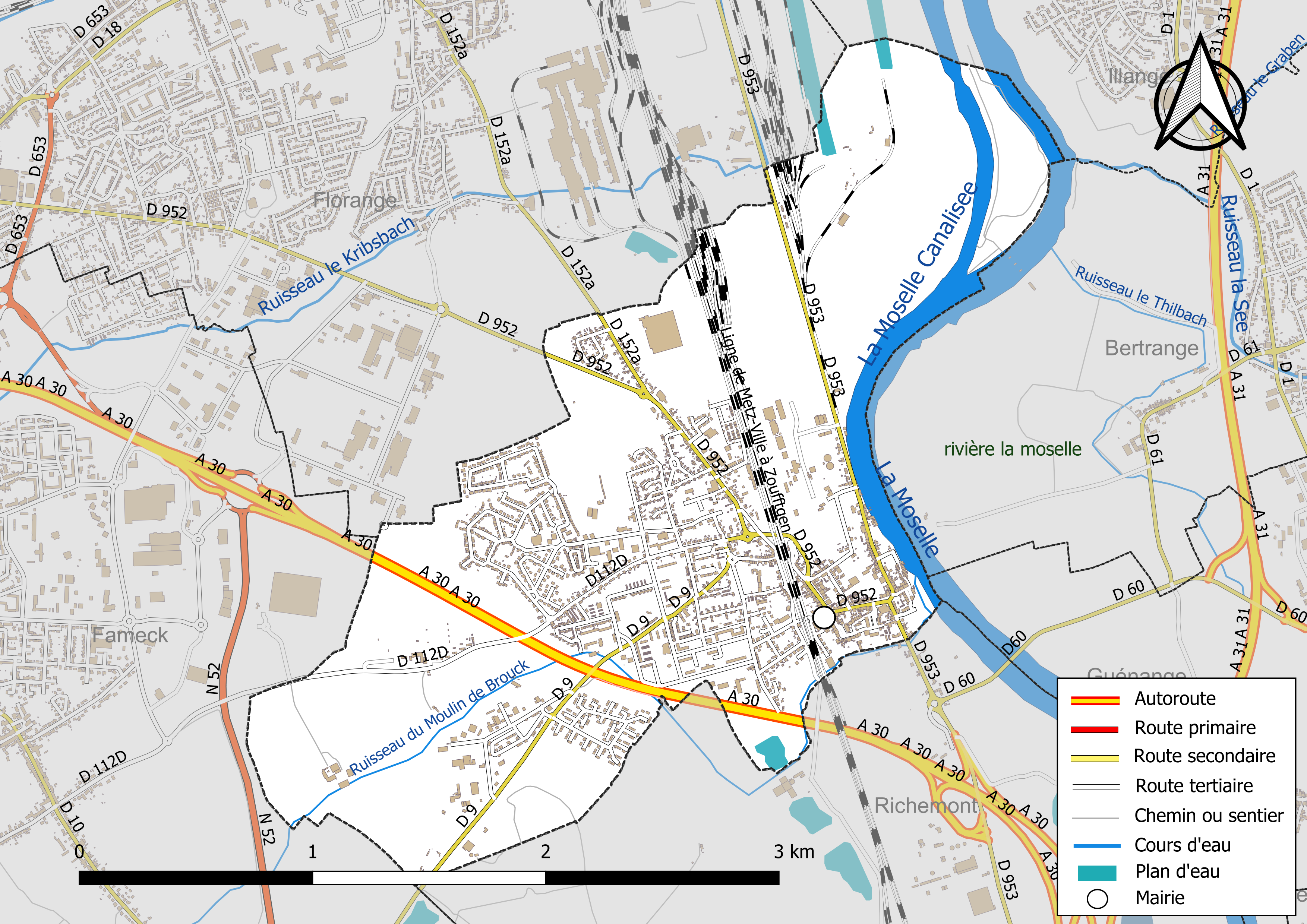
Réseaux hydrographique et routier d'Uckange.

#### Gestion et qualité des eaux
Le territoire communal est couvert par le schéma d'aménagement et de gestion des eaux (SAGE) « Bassin ferrifère ». Ce document de planification, dont le territoire correspond aux anciennes galeries des mines de fer, des aquifères et des bassins versants associés, d'une superficie de 2 418 km2, a été approuvé le 27 mars 2015. La structure porteuse de l'élaboration et de la mise en œuvre est la région Grand Est. Il définit sur son territoire les objectifs généraux d’utilisation, de mise en valeur et de protection quantitative et qualitative des ressources en eau superficielle et souterraine, en respect des objectifs de qualité définis dans le SDAGE  du Bassin Rhin-Meuse.
La qualité des eaux des principaux cours d’eau de la commune, notamment de la Moselle, de la Moselle canalisée et du ruisseau la See, peut être consultée sur un site dédié géré par les agences de l’eau et l’Agence française pour la biodiversité. Ainsi en 2020, dernière année d'évaluation disponible en 2022, l'état écologique de la Moselle était jugé moyen (jaune).

### Climat
Pour des articles plus généraux, voir Climat du Grand Est et Climat de la Moselle.
En 2010, le climat de la commune est de type climat des marges montargnardes, selon une étude du Centre national de la recherche scientifique s'appuyant sur une série de données couvrant la période 1971-2000. En 2020, Météo-France publie une typologie des climats de la France métropolitaine dans laquelle la commune est exposée à un climat semi-continental et est dans la région climatique Lorraine, plateau de Langres, Morvan, caractérisée par un hiver rude (1,5 °C), des vents modérés et des brouillards fréquents en automne et hiver.
Pour la période 1971-2000, la température annuelle moyenne est de 9,5 °C, avec une amplitude thermique annuelle de 16,8 °C. Le cumul annuel moyen de précipitations est de 741 mm, avec 12,5 jours de précipitations en janvier et 9,2 jours en juillet. Pour la période 1991-2020, la température moyenne annuelle observée sur la station météorologique de Météo-France la plus proche, « Malancourt », sur la commune d'Amnéville à 5 km à vol d'oiseau, est de 10,2 °C et le cumul annuel moyen de précipitations est de 884,1 mm. 
La température maximale relevée sur cette station est de 39,3 °C, atteinte le 25 juillet 2019 ; la température minimale est de −17,9 °C, atteinte le 5 janvier 1985,,.
| Mois                                  | jan.             | fév.             | mars             | avril           | mai             | juin            | jui.            | août            | sep.            | oct.            | nov.             | déc.             | année      |
| ------------------------------------- | ---------------- | ---------------- | ---------------- | --------------- | --------------- | --------------- | --------------- | --------------- | --------------- | --------------- | ---------------- | ---------------- | ---------- |
| Température minimale moyenne (°C)     | −0,4             | −0,3             | 2,2              | 4,9             | 8,5             | 11,5            | 13,6            | 13,4            | 10,2            | 7,1             | 3,2              | 0,6              | 6,2        |
| Température moyenne (°C)              | 1,8              | 2,7              | 6,3              | 10              | 13,7            | 16,9            | 18,9            | 18,7            | 14,8            | 10,4            | 5,7              | 2,6              | 10,2       |
| Température maximale moyenne (°C)     | 4,1              | 5,8              | 10,4             | 15              | 18,8            | 22,2            | 24,3            | 24              | 19,4            | 13,8            | 8,1              | 4,6              | 14,2       |
| Record de froid (°C) date du record   | −17,9 05.01.1985 | −15,6 07.02.1991 | −14,6 01.03.2005 | −6,1 12.04.1986 | −1,4 06.05.1979 | −0,1 05.06.1991 | 2,9 22.07.1980  | 2,9 24.08.1980  | 1,3 07.09.1985  | −3,4 24.10.2003 | −10,8 23.11.1998 | −15,5 03.12.1973 | −17,9 1985 |
| Record de chaleur (°C) date du record | 15,2 05.01.1999  | 20,9 27.02.2019  | 25,6 31.03.2021  | 27,9 21.04.2018 | 32,4 28.05.2017 | 35,4 26.06.2019 | 39,3 25.07.2019 | 38,2 08.08.2003 | 33,1 15.09.2020 | 26,2 10.10.1979 | 21,1 02.11.2020  | 15,6 17.12.2015  | 39,3 2019  |
| Précipitations (mm)                   | 85,9             | 70,2             | 67,5             | 52,6            | 67,9            | 68,4            | 70,7            | 69,5            | 69,6            | 79,7            | 81,7             | 100,4            | 884,1      |

| Diagramme climatique                                  |             |             |           |             |              |              |            |              |             |            |             |
| J                                                     | F           | M           | A         | M           | J            | J            | A          | S            | O           | N          | D           |
| 4,1−0,485,9                                           | 5,8−0,370,2 | 10,42,267,5 | 154,952,6 | 18,88,567,9 | 22,211,568,4 | 24,313,670,7 | 2413,469,5 | 19,410,269,6 | 13,87,179,7 | 8,13,281,7 | 4,60,6100,4 |
| Moyennes : • Temp. maxi et mini °C • Précipitation mm |             |             |           |             |              |              |            |              |             |            |             |

Les paramètres climatiques de la commune ont été estimés pour le milieu du siècle (2041-2070) selon différents scénarios d'émission de gaz à effet de serre à partir des nouvelles projections climatiques de référence DRIAS-2020. Ils sont consultables sur un site dédié publié par Météo-France en novembre 2022.

## Urbanisme

### Typologie
Au 1er janvier 2024, Uckange est catégorisée grand centre urbain, selon la nouvelle grille communale de densité à sept niveaux définie par l'Insee en 2022.
Elle appartient à l'unité urbaine de Thionville, une agglomération intra-départementale regroupant douze  communes, dont elle est une commune de la banlieue,,. Par ailleurs la commune fait partie de l'aire d'attraction de Luxembourg (partie française), dont elle est une commune d'un pôle secondaire,. Cette aire, qui regroupe 115 communes, est catégorisée dans les aires de 700 000 habitants ou plus (hors Paris),.

### Occupation des sols
L'occupation des sols de la commune, telle qu'elle ressort de la base de données européenne d’occupation biophysique des sols Corine Land Cover (CLC), est marquée par l'importance des territoires artificialisés (60,6 % en 2018), en augmentation par rapport à 1990 (55,8 %). La répartition détaillée en 2018 est la suivante : 
zones urbanisées (40,1 %), zones industrielles ou commerciales et réseaux de communication (20,5 %), prairies (10,6 %), terres arables (9,4 %), eaux continentales (7,8 %), milieux à végétation arbustive et/ou herbacée (7,4 %), forêts (3 %), zones agricoles hétérogènes (1,3 %). L'évolution de l’occupation des sols de la commune et de ses infrastructures peut être observée sur les différentes représentations cartographiques du territoire : la carte de Cassini (XVIIIe siècle), la carte d'état-major (1820-1866) et les cartes ou photos aériennes de l'IGN pour la période actuelle (1950 à aujourd'hui).

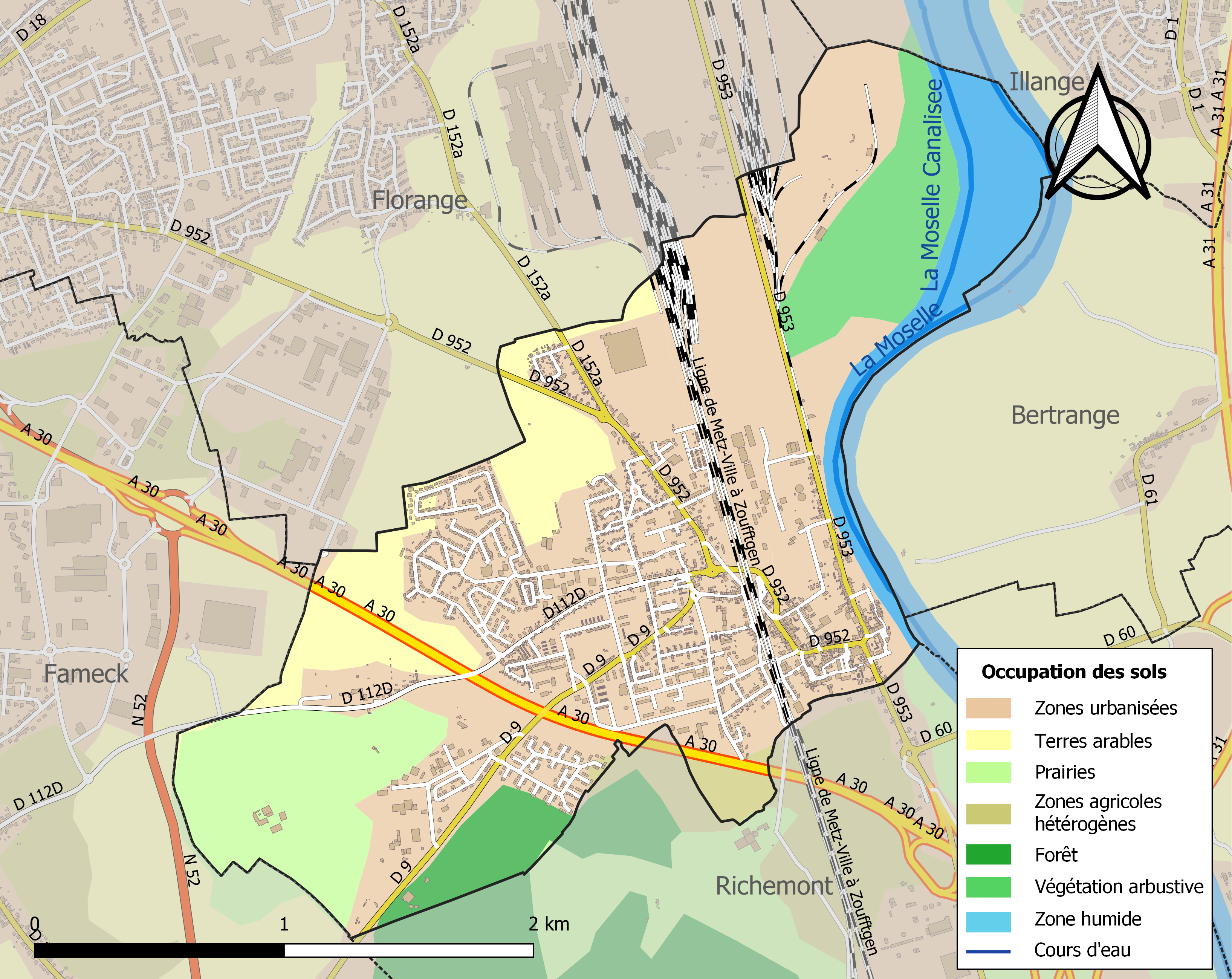
Carte des infrastructures et de l'occupation des sols de la commune en 2018 (CLC).

## Toponymie
- D'un nom de personne germanique Hucho[19] ou Uko[20] suivi du suffixe -ing francisé en -ange.
- Anciens noms[19],[21],[22] : Utingas (1106 & 1152), Uegeheim (1115), Uckinga (1178), Ukenge (1181), Ukenges & Hukanges (1224), Ukange (1262), Unquenghem (1302), Eukanges (1361), Ucquainge (1458), Ukignen (XVe siècle), Ukinga (1517), Huchenigen (1544), Uckingen (1574), Huckange (1790).
- En allemand : Ueckingen[21], Ückingen (1871-1918/1940-1944). En francique lorrain : Ickéngen[23] et Ickéng.

## Histoire
Les premières traces des Uckangeois remontent à plus de 6 000 ans avec la mise au jour dans les années 1960 de vestiges entre Ébange et Uckange ; sise dans un secteur fort disputé dans le Moyen Âge, la commune d’Uckange s’est vue tantôt luxembourgeoise, allemande et française au fil des siècles.
Uckange dépendait de l’ancien duché de Luxembourg, dans la seigneurie de Richemont-Rodemack. La commune fut cédée à la France en 1659 (traité des Pyrénées).
En 1817, Uckange, village de l’ancienne province des Trois-Évêchés (après 1659), situé à gauche de la Moselle, avait pour annexe la ferme de Brouck. À cette époque il y avait 671 habitants répartis dans 130 maisons.
La ville connaîtra son plus important essor à la fin du XIXe siècle, avec l’implantation des usines à fontes STUMM.
Aujourd’hui cette usine, qui produisait de la fonte, est fermée depuis 1991, mais un haut fourneau, le U4, subsiste et est inscrit sur l’inventaire supplémentaire des monuments historiques.
Un vaste projet culturel permet, depuis 2005, de mettre en valeur ce patrimoine industriel. L’aménagement du jardin des traces s’élargira dans les années qui suivent vers la réhabilitation des structures en vue de les faire visiter par le plus grand nombre. Les premières visites ont débuté en septembre-octobre 2007.
Bien que relativement modeste, la ville a connu une grande importance par le passé : située sur l’axe de la voie romaine conduisant vers Trèves, au bord de la Moselle, dotée d’un réseau ferroviaire depuis 1850, c’est tout naturellement que le transit aidera à l’accroissement du tissu économique et donc de la démographie.
Uckange est également connu par les amateurs (collectionneurs) de bière car la Maison Ensel brassa de 1868 à 1940 et également pour sa spécialité, la Wagotine, produite depuis 1961.
Ville au passé ouvrier marqué, Uckange possède une des communautés maghrébines les plus importantes de Moselle.

### Langue
Linguistiquement la commune était germanophone (luxembourgeoise) jusqu'au XIXe siècle. Par la suite la langue française a fini par dominer. 
En 1887 la frontière linguistique passait à travers la commune, elle était donc bilingue.

### Histoire de l'usine d'Uckange

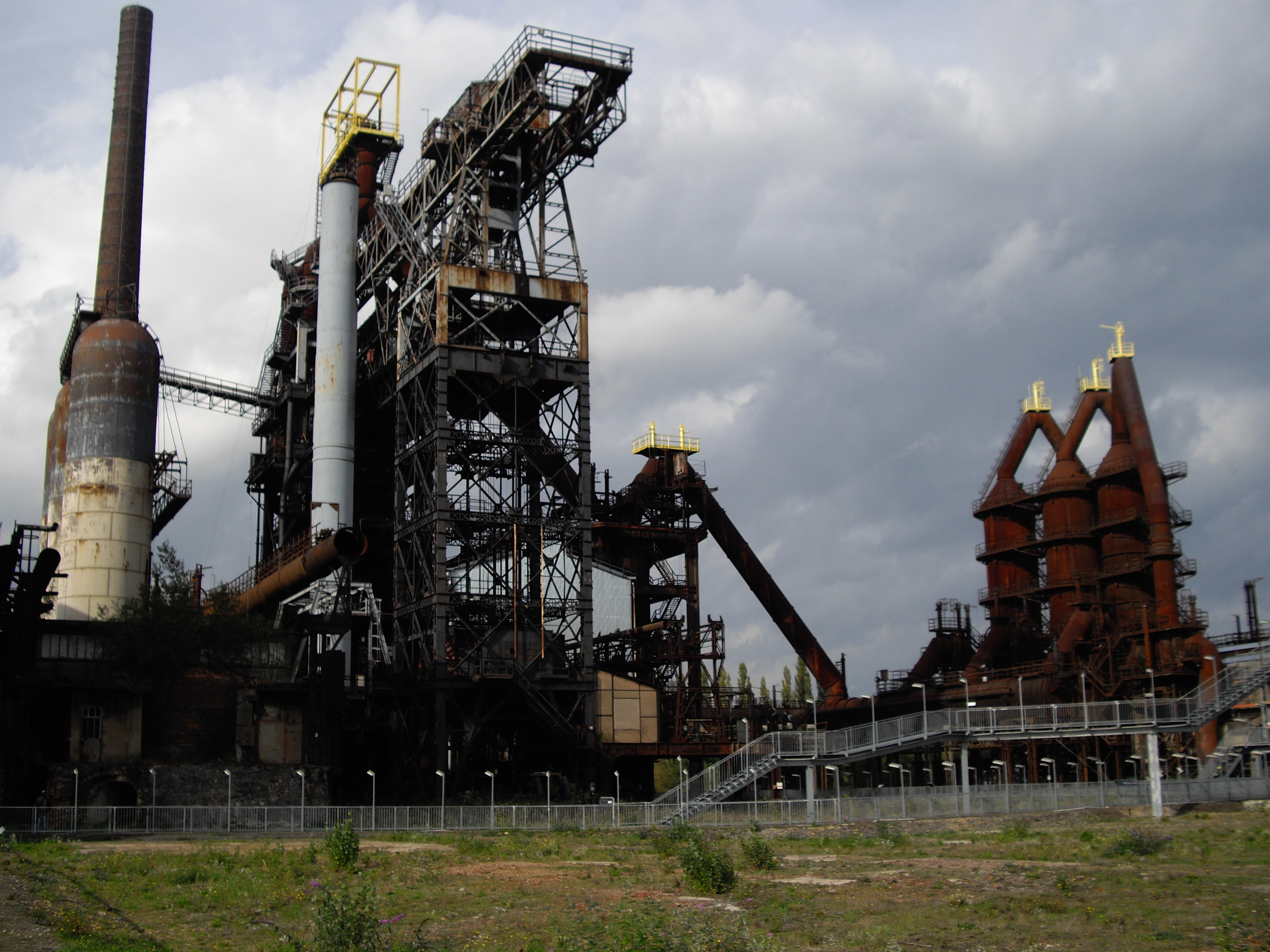
Le site du haut fourneau U4, aujourd'hui transformé en parc.

Entre 1890-1891 et 1897-1898, une batterie de quatre hauts fourneaux est construite à l’usine d’Uckange par les frères Stumm ; elle est complétée en 1904 par deux autres hauts fourneaux. Placée sous séquestre après la guerre de 1914-1918, l’usine est reprise dès 1919 par la Société des forges et aciéries du Nord et de Lorraine. Au début des années 1920, l’usine compte six hauts fourneaux, puis quatre au début des années 1930. Entre 1932 et 1935, les hauts fourneaux d’origine sont remplacés par des installations nouvelles. En 1965, l'entreprise change de raison sociale pour devenir les « Hauts Fourneaux Réunis de Saulnes et d’Uckange » (HFRSU). Le U2 est mis à l’arrêt en 1964-1965. En 1974, trois hauts fourneaux sont à feu : le U1, le plus gros, est chargé par skips et produit de la fonte hématite destinée aux aciéries voisines, alors que les U3 et U4, chargés par bennes Staehler, restent spécialisés dans les fontes de moulage. Le 17 mars 1988, le haut fourneau no 4 (U4), reconstruit en 1976 mais dont la mise à feu a été retardée par la mauvaise conjoncture économique, est allumé.
En 1991, le site d’Uckange est définitivement arrêté, les hauts fourneaux no 1 et 4 sont éteints. Le U4 est inscrit définitivement au titre de monument historique en 2001. En 2015, les magasins généraux du fourneau U4 sont en travaux pour accueillir la plateforme MetaFensch de recherche sur la métallurgie et les procédés voulue par François Hollande.

## Politique et administration

### Tendances politiques et résultats
Après ce second tour de l'élection présidentielle à Uckange, Emmanuel Macron (En Marche!) est en tête du scrutin, crédité de 63,53 % des suffrages. A la deuxième place Marine Le Pen (FN) obtient un score de 36,47 %.
Parmi les votants, 4,81 % ont glissé un bulletin blanc dans l'urne.

### Liste des maires
| Période                                  | Période          | Identité         | Étiquette | Qualité |
| ---------------------------------------- | ---------------- | ---------------- | --------- | --- |
| Les données manquantes sont à compléter. |                  |                  |           | |
| 1944                                     | 1945             | François Meunier |           | |
| 1945                                     | mai 1953         | Paul Mangin      |           | |
| mai 1953                                 | mars 1965        | Paul Jalve       |           | |
| mars 1965                                | 1968             | Ernest Krag      |           | |
| 1968                                     | mars 1989        | Jean Frentzel    | PS        | Enseignant et directeur d'école Conseiller général du canton de Florange (1976 → 1988)                                          |
| mars 1989                                | 2003 (démission) | Michel Paradeis  | PS        | Conseiller pédagogique Conseiller général du canton de Florange (1988 → 2008) Président de la CA du Val de Fensch (2001 → 2008) |
| 2003                                     | En cours         | Gérard Léonardi  | PS        | Professeur de technologie retraité Conseiller régional de Lorraine (2004 → 2010)                                                |

## Population et société

### Démographie
L'évolution du nombre d'habitants est connue à travers les recensements de la population effectués dans la commune depuis 1793. Pour les communes de moins de 10 000 habitants, une enquête de recensement portant sur toute la population est réalisée tous les cinq ans, les populations de référence des années intermédiaires étant quant à elles estimées par interpolation ou extrapolation. Pour la commune, le premier recensement exhaustif entrant dans le cadre du nouveau dispositif a été réalisé en 2006.

En 2022, la commune comptait 7 001 habitants, en évolution de +3,06 % par rapport à 2016 (Moselle : +0,52 %, France hors Mayotte : +2,11 %).
| 1793 | 1800 | 1806 | 1821 | 1836 | 1841  | 1861  | 1866  | 1871  |
| ---- | ---- | ---- | ---- | ---- | ----- | ----- | ----- | ----- |
| 522  | 548  | 618  | 784  | 978  | 1 052 | 1 212 | 1 268 | 1 168 |

| 1875  | 1880  | 1885 | 1890  | 1895  | 1900  | 1905  | 1910  | 1921  |
| ----- | ----- | ---- | ----- | ----- | ----- | ----- | ----- | ----- |
| 1 223 | 1 021 | 892  | 1 056 | 1 368 | 2 088 | 2 378 | 2 419 | 2 283 |

| 1926  | 1931  | 1936  | 1946  | 1954  | 1962  | 1968   | 1975   | 1982  |
| ----- | ----- | ----- | ----- | ----- | ----- | ------ | ------ | ----- |
| 2 625 | 3 292 | 2 835 | 2 960 | 4 008 | 7 661 | 10 326 | 11 560 | 9 524 |

| 1990  | 1999  | 2006  | 2011  | 2016  | 2021  | 2022  | - | - |
| ----- | ----- | ----- | ----- | ----- | ----- | ----- | - | - |
| 9 189 | 7 905 | 7 356 | 6 688 | 6 793 | 6 976 | 7 001 | - | - |

On constate une forte chute démographique depuis quelques décennies. En 1975, il y avait 11 560 Uckangeois. En 1999, ils n'étaient plus qu'au nombre de 7 905. En 2011, il n'y avait plus que 6 688 personnes à Uckange. La plupart des communes de l'Ouest thionvillois connaissent aussi de lourds handicaps démographiques comme Uckange.

### Sécurité
La commune est classée depuis 2012 en zone de sécurité prioritaire, avec renforcement des effectifs de la gendarmerie nationale. En effet, la commune « souffre plus
que d’autres d’une insécurité quotidienne et d’une délinquance enracinée » et « connaît depuis quelques années une dégradation importante de ses conditions de sécurité », ce qui a été identifié comme tel par le Ministère de l'Intérieur du Gouvernement Jean-Marc Ayrault, permettant ainsi à ce territoire de bénéficier de gendarmes supplémentaires.

### Cultes
Uckange possède une église catholique. Elle se situe dans le centre-ville, près de la mairie et est dédiée à sainte Barbe, protectrice des mineurs et des sidérurgistes.
La ville dispose également d'une mosquée et d'un temple protestant.

### Enseignement
Les élèves de la ville sont rattachés à l'académie de Nancy-Metz qui fait partie de la Zone B.
La ville administre quatre écoles maternelles et quatre écoles primaires.
Le département gère un collège, le collège Jean-Moulin. Il reçoit les élèves originaires d'Uckange et de Richemont.

## Économie

### Tourisme industriel

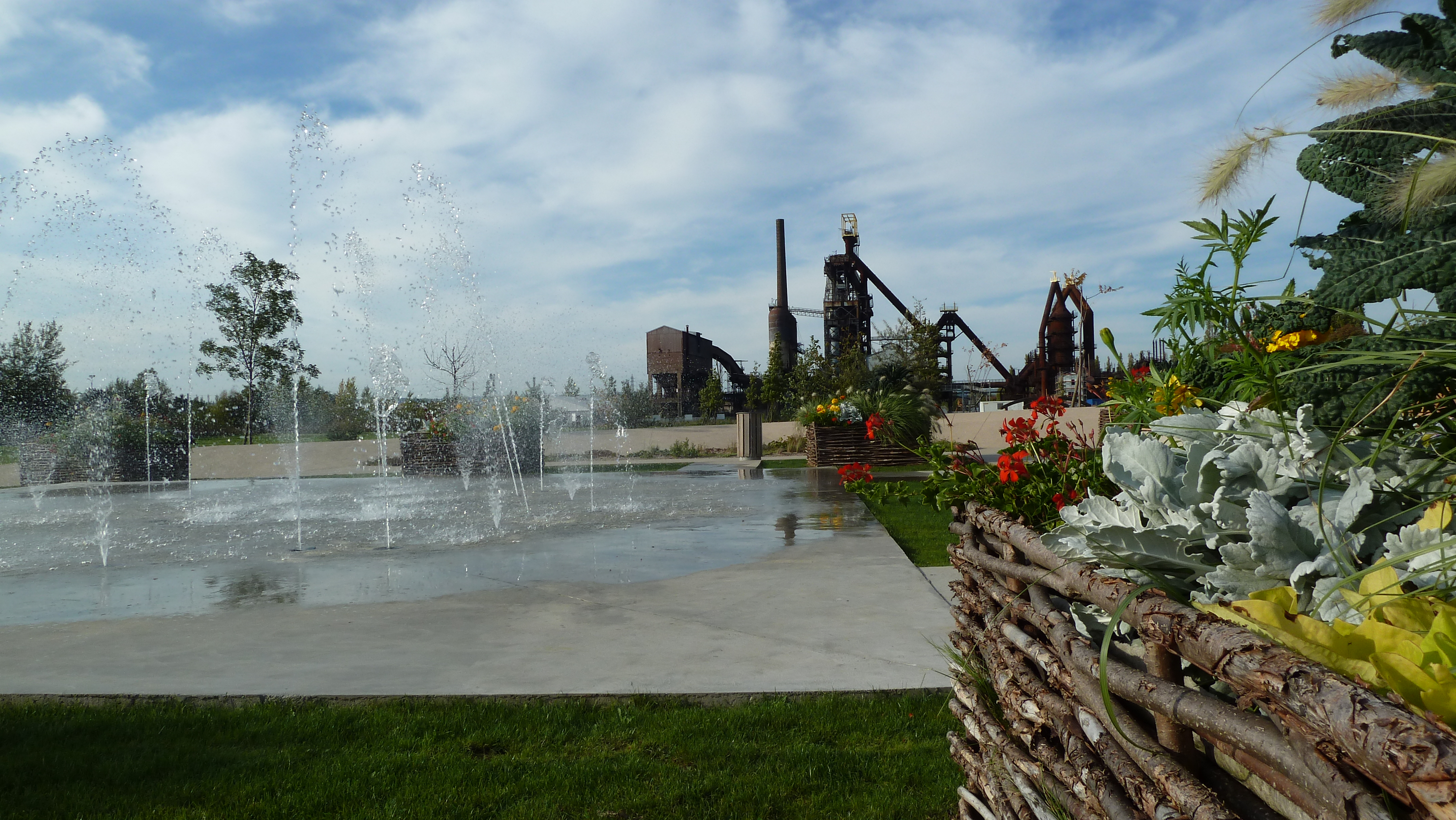
Vue du haut fourneau depuis le jardin des traces.

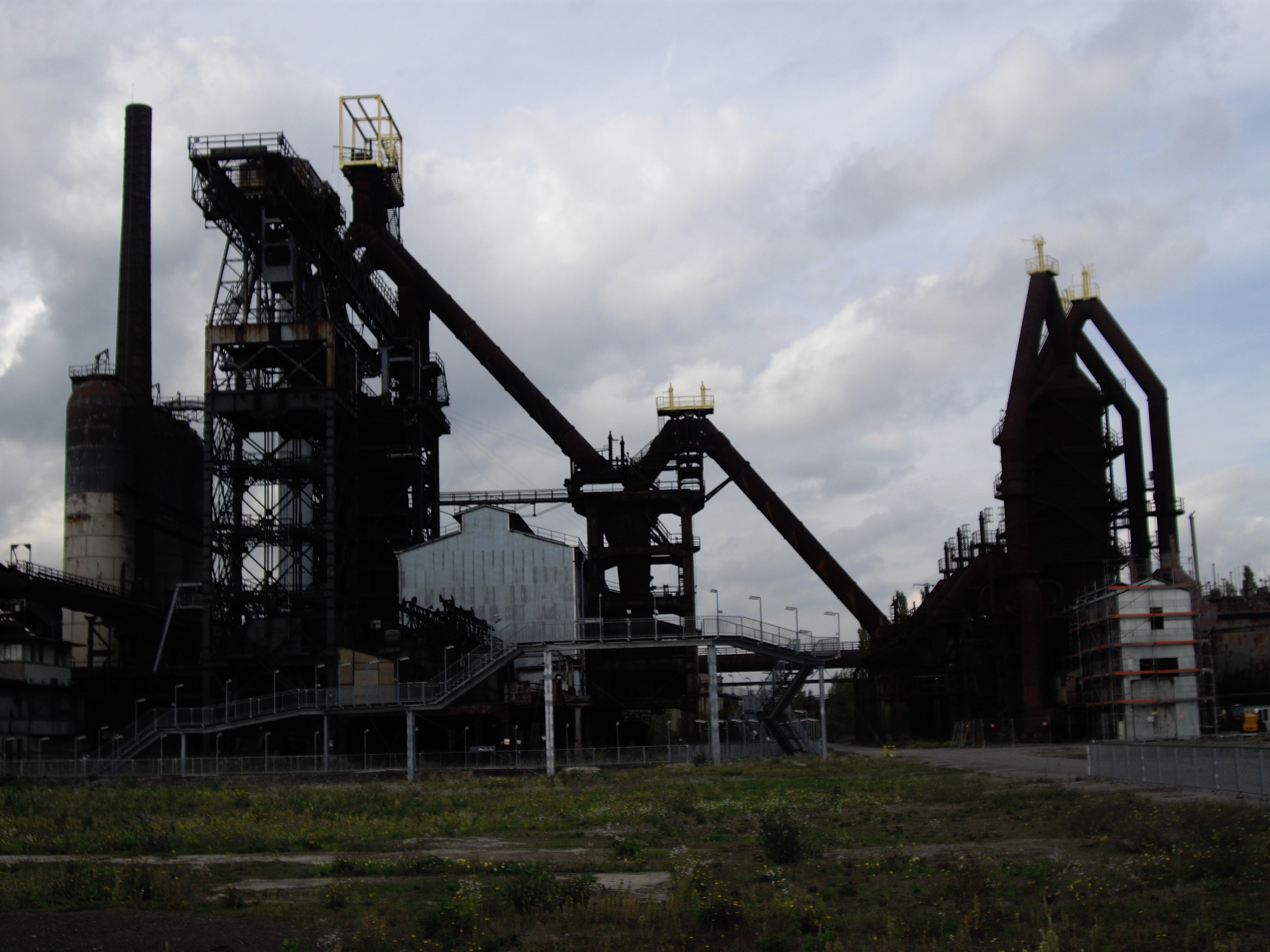
Haut fourneau d'Uckange.

Depuis le 1er octobre 2007, le site est accessible au public. Il ferme ses portes pour l’hiver (visites de groupes programmables par l’entremise de l’office de Tourisme à Hayange pour rouvrir en 2008, du 1er mai au 26 octobre. Visites guidées par d’anciens sidérurgistes les week-ends et jour fériés.
Le « Parc du haut fourneau U4 », devenu propriété de la Communauté d'agglomération du Val de Fensch en 2005, a fait l’objet de différentes campagnes de travaux afin de permettre sa réouverture partielle au public et la mise en lumière du haut fourneau par Claude Lévêque, artiste plasticien de renommée internationale.

## Culture locale et patrimoine

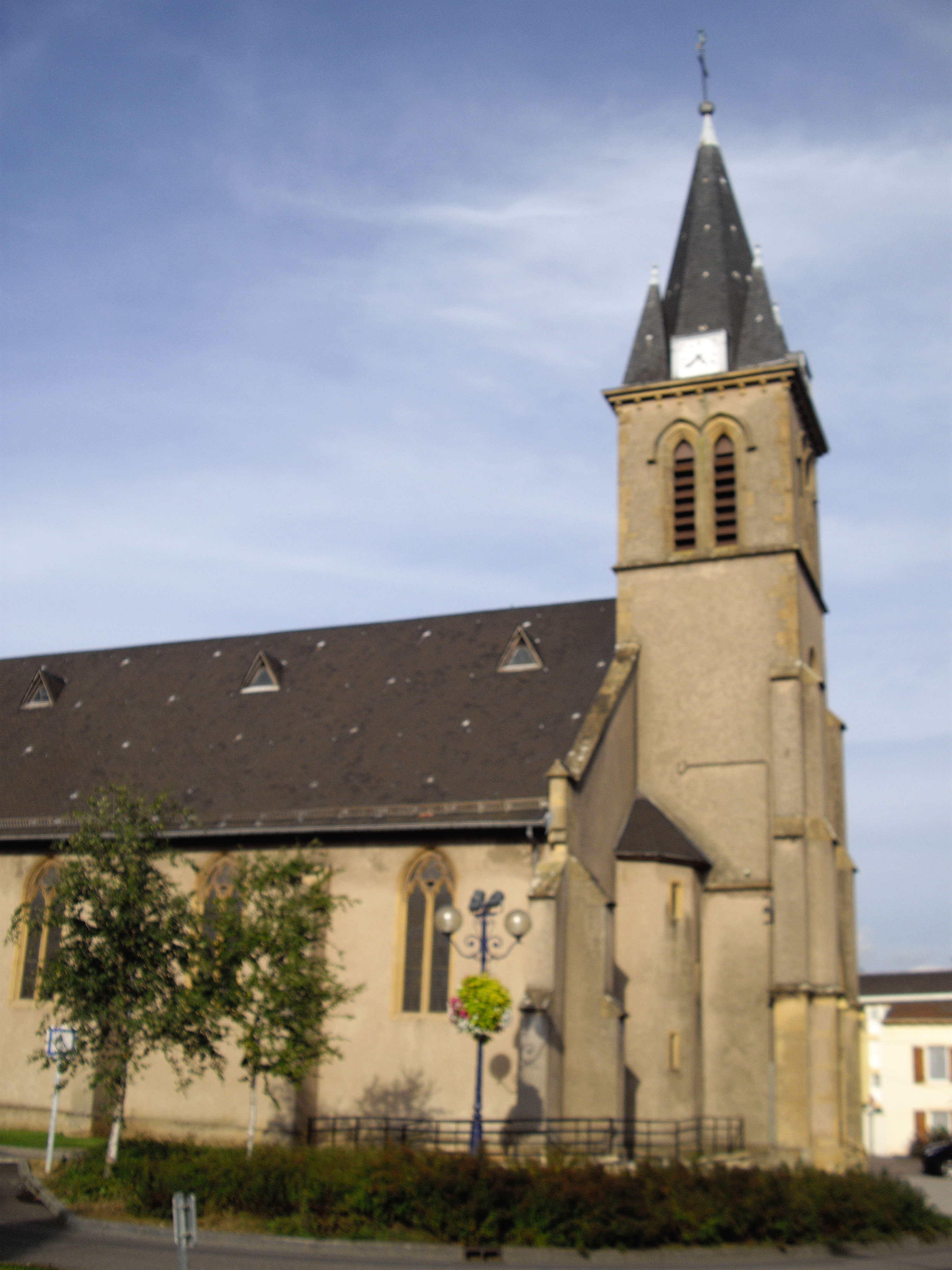
L'église Sainte-Barbe (XIX).

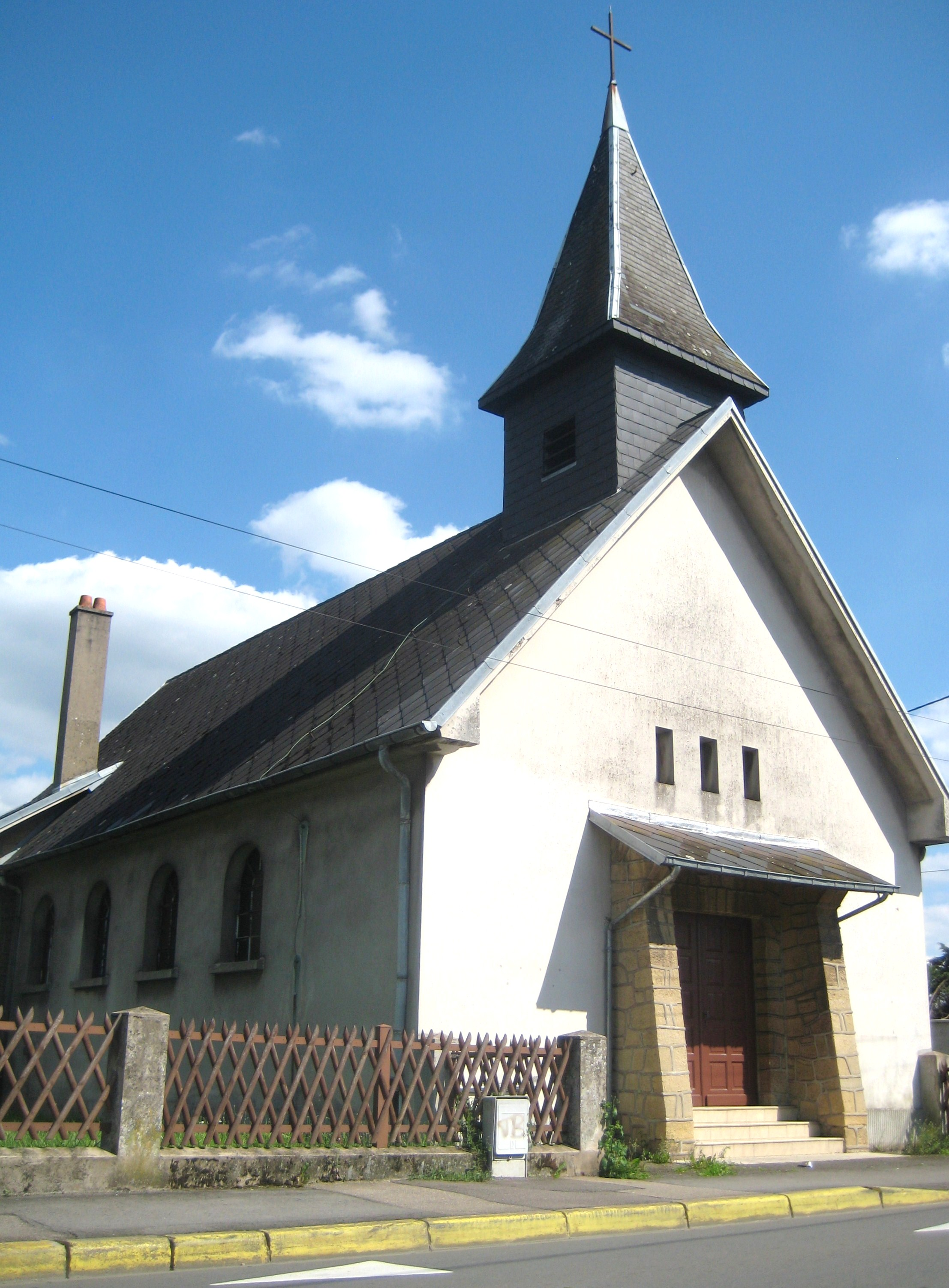
Temple protestant.

### Lieux et monuments

#### Édifices civils
Patrimoine archéologique.

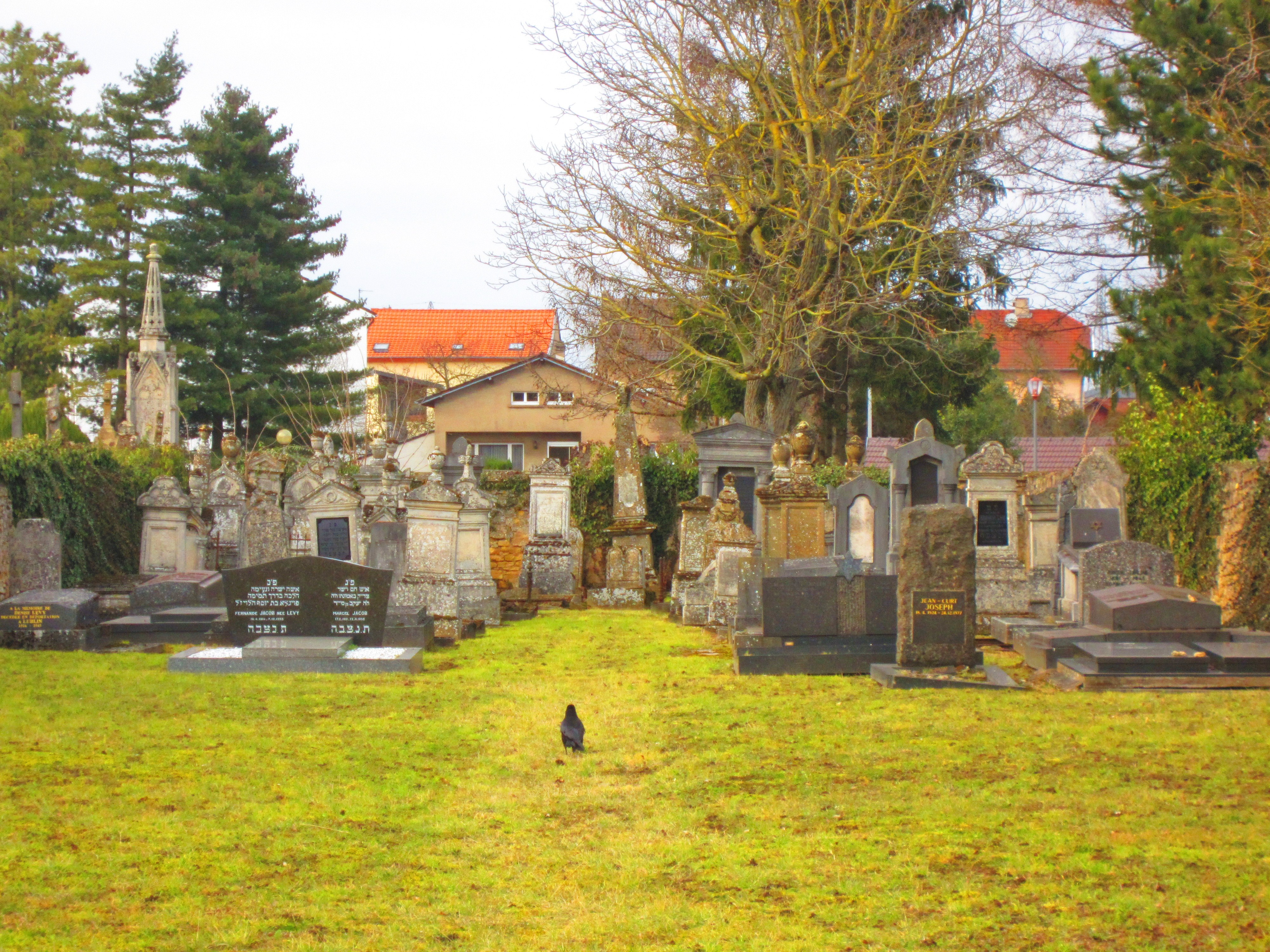
Cimetière israélite.

- Passage d’une voie romaine près du moulin d’Ebange.
- Fragment sculpté portant une triple représentation d’Epona.
- Maisons XVIIIe siècle.

#### Édifices religieux
- Cimetière musulman
- Cimetière chrétien
- Cimetière israélite, rue des Vergers de 1876[37].
- Église Sainte-Barbe[38], de style néogothique (1868) et ses grandes orgues[39],[40],[41]. Cette église fut un lieu de pèlerinages qui attira de très nombreux fidèles. Par exemple, en 1933, près de 4 000 pèlerins y chantèrent « les louanges de Marie ». Le premier pèlerinage Marial à Uckange a vu le jour en 1876. Il s'agit de l’un des plus anciens de France.
- Grotte de Lourdes.
- Calvaire XVIIe siècle.
- Temple protestant réformé, rue du Temple construit en 1957.
- Synagogue construite en 1780, détruite au cours de la Seconde guerre Mondiale.
- Mosquée Assahaba (1989).

### Patrimoine industriel
- Ancien haut fourneau U4, inscrit sur l’inventaire supplémentaire des monuments historiques. Vestiges sidérurgiques[42],[43],[44].
- Vestiges de la brasserie.

### Patrimoine naturel
- Jardin des Traces. Situé au pied du haut fourneau U4 classé monument historique, le jardin des traces s’étend sur ce qui était, entre autres, l’usine d’agglomération. Il se divise en trois grands jardins qui s’articulent autour d’un mail minéral en béton qui symbolise une coulée de fonte. Les 3 jardins (alchimie, sidérurgiste et énergie) sont « les traces » du passé sidérurgiste du site. L’alchimie avec les matières premières et la transformation de ces matières en fonte grâce au haut fourneau, l’énergie et les hommes mettant en œuvre cette transformation. Ces jardins rappellent les paysages, et autres spécificités de ces pays. Les sculptures de Pierre Luu, créées spécialement pour le site, illustrent de façon ludique les quatre éléments de l’alchimie.
- Le Jardin de l’Alchimie est un parcours de structures minérales et végétales, permettant de découvrir les quatre éléments, leurs symboles, leurs rôles pour la nature, pour l’homme, pour la sidérurgie.
  - Dans la nature, les éléments Terre, Feu, Air et Eau ont permis la vie sur notre planète.
  - Dans la sidérurgie, l’homme a utilisé les quatre éléments pour produire la FONTE au sein des hauts fourneaux.
  - L’alchimie est l’art ancestral d’associer des éléments contre nature afin d’obtenir  une richesse. Le jardin de l’alchimie associe la sidérurgie et l’art des jardins, sujets apparemment contre nature, pour créer une nouvelle richesse : la découverte, l’art, la culture.
- Le jardin du sidérurgiste rend hommage aux hommes, en particulier les immigrés italiens, polonais, portugais, espagnols et nord-africains qui ont quitté leur pays par centaines et qui ont travaillé dans les usines lorraines, en particulier dans le secteur de la sidérurgie.
- Le jardin des énergies. Ouverture en 2012.
- Berges de la Moselle.

### Uckange et le cinéma
Trois documentaires : 
- « Sous le Gueulard la Vie » (Emmanuel Graff et Isabel Gnaccarini, VPS Lausanne prod)
- « L'Héritage de l'Homme de Fer » (Emmanuel Graff et Stéphane Bubel, la Bascule prod., Nancy)
- « La Trace des Pères » (Emmanuel Graff, Textes de Hamé/La Rumeur, Faux Raccord prod, Metz)

→ Trois documentaires DVD disponibles sur le site U4 et à l'office du tourisme de Hayange. Également: egraff@worldcom.ch.

### Uckange et la télévision
Le téléfilm Amours à mort, de la série Meurtres à..., rend hommage à l'histoire sidérurgique de la commune et au haut-fourneau U4, en y plaçant son intrigue et la scène de crime qui sert de point de départ au téléfilm.
La répression par Valéry Giscard d'Estaing des radios libres "Lorraine cœur d'acier" et "Radio-Quinquin'", sur fond de désindustrialisation forcée sera aussi la trame du téléfilm policier de 2020 Les Ondes du souvenir, succès populaire avec une audience leader de 5,4 millions de téléspectateurs.

### Personnalités liées à la commune
- Pierre Humbert, architecte né à Uckange (1848-1919)
- Bertha Worms, peintre franco-brésilienne née à Uckange (1868-1937).
- Carmelo Micciche, footballeur né à Uckange en 1963.
- Stéphane Haar (né en 1984), président de la Jeunesse ouvrière chrétienne, a grandi à Uckange.
- Alain Surget, écrivain jeunesse.
- Joël Guerriau, sénateur.

### Héraldique
| Blason de Uckange | Blason  | Parti d'azur à trois fasces d'or, et fascé d'or et d'azur de six pièces, en sautoir, deux marteaux de sable brochant sur le tout. |
| Blason de Uckange | Détails | |